# Simone Wild
Pour les articles homonymes, voir Wild.
Simone Wild, née le 7 décembre 1993, est une skieuse alpine suisse spécialisée en géant.

## Biographie
Elle vient d'Adliswil, dans le canton de Zurich. 
En décembre 2013, elle participe à sa première épreuve de Coupe du monde à Saint-Moritz. 
Deux ans plus tard, à Åre, elle inscrit ses premiers points dans la Coupe du monde avec une huitième place au slalom géant.
En décembre 2016, elle remporte le géant de la Coupe d'Europe d'Andalo quelques jours après avoir décroché la septième place du géant de Coupe du monde à Sestrières. Elle est au cours de cette saison la deuxième meilleure géantiste suisse derrière Lara Gut.
En octobre 2017, elle se fracture le tibia, juste avant le début de la saison,. En janvier 2018, elle obtient le meilleur résultat au niveau mondial de sa carrière avec une quatrième place au slalom géant de Coupe du monde disputé à Lenzerheide, ce qui lui permet de se qualifier pour les Jeux olympiques de Pyeongchang, où elle termine 28e du slalom géant.
En 2022, elle remporte le deuxième géant de Coupe d'Europe d'Orsières. Le 11 mars 2022, elle décroche son meilleur résultat en Coupe du monde depuis cinq ans avec la neuvième place du slalom géant de Åre puis devient à la fin du mois vice-championne de Suisse de géant à seulement 9 centièmes de Jasmina Suter.

## Palmarès

### Jeux olympiques
| Épreuve / Édition   | Slalom géant |
| ------------------- | ------------ |
| JO 2018 Pyeongchang | 28e          |

### Championnats du monde
| Épreuve / Édition          | Slalom géant |
| -------------------------- | ------------ |
| Mondiaux 2017 Saint-Moritz | 14e          |

### Coupe du monde
- Première course : 15 décembre 2013, géant de Saint-Moritz, DNQ
- Premier top30 et premier top10 : 12 décembre 2015, géant d'Åre, 8ème
- Meilleur résultat : 4e, géant de Lenzerheide, 27 janvier 2018
- Meilleur classement général : 50e en 2017
- Meilleur classement de géant : 16ème en 2017
- 3 top10, dont 1 top5

| Année/Classement | Général | Général | Slalom | Slalom | Slalom géant | Slalom géant | Parallèle | Parallèle |
| Année/Classement | Class.  | Points  | Class. | Points | Class.       | Points       | Class.    | Points    |
| ---------------- | ------- | ------- | ------ | ------ | ------------ | ------------ | --------- | --------- |
| 2016             | 84e     | 49      | -      | -      | 31e          | 49           | -         | -         |
| 2017             | 50e     | 151     | -      | -      | 16e          | 151          | -         | -         |
| 2018             | 71e     | 77      | -      | -      | 26e          | 77           | -         | -         |
| 2019             | 112e    | 12      | -      | -      | 45e          | 12           | -         | -         |
| 2020             | -       | -       | -      | -      | -            | -            | -         | -         |
| 2021             | 90e     | 26      | -      | -      | 32e          | 26           | -         | -         |
| 2022             | 67e     | 81      | -      | -      | 27e          | 67           | 17e       | 14        |

### Coupe d'Europe
- Première course : 15 décembre 2010, combiné de Saint-Moritz, 55ème
- Premier top30 et top10 : 12 décembre 2013, géant d'Andalo, 7ème
- Premier podium : 7 décembre 2015, géant de Trysil, 2ème
- Première victoire : 13 février 2016, géant de Borovets
- Meilleur résultat : victoire (4 fois en géant)
- Meilleur classement général : 6e en 2022
- Meilleur classement en géant : 1ère en 2022
- 15 podiums, dont 4 victoires

| Année/Classement | Général | Général | Slalom | Slalom | Slalom géant | Slalom géant | Super G | Super G | Combiné | Combiné |
| Année/Classement | Class.  | Points  | Class. | Points | Class.       | Points       | Class.  | Points  | Class.  | Points  |
| ---------------- | ------- | ------- | ------ | ------ | ------------ | ------------ | ------- | ------- | ------- | ------- |
| 2014             | 121e    | 42      | -      | -      | 46e          | 42           | -       | -       | -       | -       |
| 2015             | 21e     | 306     | 72e    | 16     | 6e           | 290          | -       | -       | -       | -       |
| 2016             | 7e      | 483     | 77e    | 6      | 2e           | 461          | 66e     | 2       | 29e     | 14      |
| 2017             | 43e     | 194     | 63e    | 14     | 11e          | 180          | -       | -       | -       | -       |
| 2018             | 42e     | 174     | 72e    | 8      | 11e          | 166          | -       | -       | -       | -       |
| 2019             | 31e     | 260     | -      | -      | 9e           | 260          | -       | -       | -       | -       |
| 2020             | 62e     | 109     | -      | -      | 16e          | 109          | -       | -       | -       | -       |
| 2021             | 9e      | 382     | -      | -      | 2e           | 382          | -       | -       | -       | -       |
| 2022             | 6e      | 435     | -      | -      | 1re          | 435          | -       | -       | -       | -       |

### Championnats de Suisse
Vice-championne de géant 2017
 Vice-championne de géant 2020
 Vice-championne de géant 2021
 Vice-championne de géant 2022
 Troisième du géant 2014
 Troisième du géant 2015